# Baía Georgiana

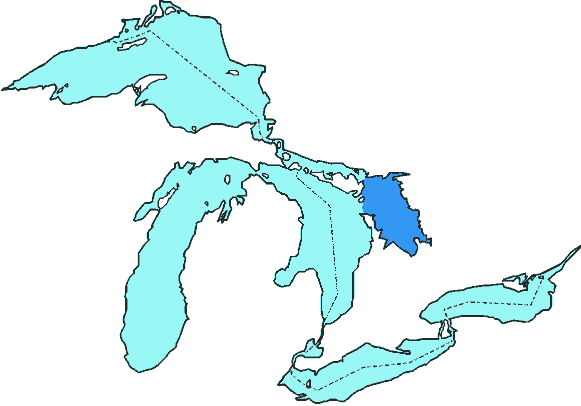
Localização da Baía de Georgian no mapa dos Grandes Lagos.

Baía Georgiana (em inglês:  Georgian Bay, em francês:  Baie Georgienne) é uma grande baía do Lago Huron, localizada em Ontário, Canadá. A parte principal da baía fica a oeste da península de Bruce e ao sul da ilha Manitoulin. 
A baía Georgiana é cercada (no sentido horário) pelos distritos de Manitoulin, Sudbury, Parry Sound, Muskoka e os condados de Simcoe, Grey e Bruce.
O Canal Principal separa a península de Bruce da ilha Manitoulin e liga a Baía Georgiana ao resto do lago Huron. O Canal Norte do lago Huron, localizado entre a ilha Manitoulin e o distrito de Sudbury, a oeste de Killarney, foi uma rota popular de barcos a vapor e agora é usado por uma variedade de barcos de lazer que atravessam a baía de Georgian.